# Dalbergia abrahamii
Dalbergia abrahamii là một loài thực vật có hoa trong họ Đậu. Loài này được Bosser & R.Rabev. miêu tả khoa học đầu tiên.là một loài cây đặc hữu của Madagascar.

## Phân bố
Dalbergia abrahamii là loài cây đặc hữu của Madagascar. Nó chỉ được biết đến ở một số địa phương xung quanh Antsiranana và khối núi Ankarana có độ cao từ 50 đến 600 m. Phạm vi xuất hiện ước tính là 1.714 km2 